# Jerguš Bača
Jerguš Bača (* 4. Januar 1965 in Liptovský Mikuláš, Tschechoslowakei) ist ein ehemaliger slowakischer Eishockeyspieler, der in seiner aktiven Zeit von 1987 bis 2005 unter anderem für die Hartford Whalers in der National Hockey League und die Revierlöwen Oberhausen in der Deutschen Eishockey Liga gespielt hat. Seit seinem Karriereende arbeitet er als Eishockeytrainer und betreute die slowakische Nationalmannschaft bei mehreren Turnieren als Assistenztrainer.

## Karriere
Jerguš Bača begann seine Karriere als Eishockeyspieler beim HC Košice, für den er von 1987 bis 1990 in der 1. Liga, der höchsten tschechoslowakischen Spielklasse, aktiv war. Mit seiner Mannschaft gewann er in der Saison 1987/88 die Meisterschaft und belegte in der folgenden Spielzeit den zweiten Platz im Europapokal. Im NHL Entry Draft 1990 wurde der Verteidiger in der siebten Runde als insgesamt 141. Spieler von den Hartford Whalers ausgewählt. Zunächst absolvierte er jedoch fast die gesamte Saison 1990/91 beim Farmteam der Whalers, den Springfield Indians aus der American Hockey League, mit denen er den Calder Cup gewann. In diesem und dem folgenden Jahr bestritt er nur insgesamt zehn Spiele für Hartford in der National Hockey League. Die restliche Zeit verbrachte er erneut bei den Indians, ehe er von 1992 bis 1994 für das neue Farmteam der Whalers, die Milwaukee Admirals aus der International Hockey League, spielte.
Zur Saison 1994/95 unterschrieb Bača bei Leksands IF aus der schwedischen Elitserien. Nach seiner ersten Station im europäischen Ausland, kehrte der Slowake für ein weiteres Jahr zu den Milwaukee Admirals in die IHL zurück, ehe er die Saison 1996/97 hauptsächlich beim HC Olomouc aus der tschechischen Extraliga absolvierte. Noch vor Saisonende verließ er das Team jedoch bereits wieder und wechselte zu seinem Ex-Club HC Košice, mit dem er 1999 erneut die slowakische Meisterschaft gewann. Im Anschluss an diesen Erfolg wurde er von den Revierlöwen Oberhausen aus der Deutschen Eishockey Liga verpflichtet, die er nach deren Lizenzentzug 2002 verließ. Daraufhin kehrte er in die Slowakei zurück, wo er bis zu seinem Karriereende 2005 in seiner Heimatstadt für den MHk 32 Liptovský Mikuláš auf dem Eis stand, wobei er die Saison 2002/03 beim HC Dukla Trenčín beendete.

### International
Für die Tschechoslowakei nahm Bača an den Weltmeisterschaften 1989 und 1990 teil. Für die Slowakei nahm er an den Weltmeisterschaften 1997 und 2002 teil. Des Weiteren stand er im Aufgebot der Slowakei bei den Olympischen Winterspielen 1994 in Lillehammer und dem World Cup of Hockey 1996.

### Als Trainer
Bei den Weltmeisterschaften 2006 und 2012 sowie bei den Olympischen Winterspielen 2006 betreute er die slowakische Nationalmannschaft als Co-Trainer.

## Erfolge und Auszeichnungen
| - 1988 Tschechoslowakischer Meister mit dem HC Košice - 1988 Tschechoslowakischer Rookie des Jahres - 1989 2. Platz im Europapokal mit dem HC Košice - 1989 1. Liga All-Star-Team | - 1990 1. Liga All-Star Team - 1991 Calder-Cup-Gewinn mit den Springfield Indians - 1999 Slowakischer Meister mit dem HC Košice |

### International
- 1989 Bronzemedaille bei der Weltmeisterschaft
- 1990 Bronzemedaille bei der Weltmeisterschaft
- 2002 Goldmedaille bei der Weltmeisterschaft
- 2012 Silbermedaille bei der Weltmeisterschaft (als Co-Trainer)